# Japra
Japra är ett vattendrag i Bosnien och Hercegovina. Det ligger i den nordvästra delen av landet, 200 km nordväst om huvudstaden Sarajevo.
Omgivningarna runt Japra är en mosaik av jordbruksmark och naturlig växtlighet. Runt Japra är det ganska tätbefolkat, med 67 invånare per kvadratkilometer.